# Sagna (Neamț)
Sagna es una comuna ubicada en el distrito de Neamț, Rumania.

## Superficie
Posee una superficie de 54,49 kilómetros cuadrados.

## Demografía
Hasta 2021 la población era de 3975 habitantes, con una densidad de población de 72,95 habitantes por kilómetro cuadrado.